# Stockholms ansökan om olympiska vinterspelen 2026
Stockholms ansökan om olympiska vinterspelen 2026 och Paralympics 2026 var Sveriges åttonde ansökan om olympiska vinterspelen. I planeringen var Stockholm huvudort men flera grenarna var planerade till att förläggas i Åre, Falun och Södertälje. Ansökans största svaghet ansågs ligga i avståndet mellan städerna. Stockholms ansökan förlorade mot Milano/Cortina d'Ampezzo i Italien under omröstningen i IOK 24 juni 2019.

## Ansökan
Under 2017 utreddes frågan om att arrangera vinterspelen 2026. 
I mars 2018 skickades en formell ansökan in till Internationella olympiska kommittén, IOK av Sveriges Olympiska Kommitté, SOK. Detta utan Stockholms Stads eller regeringens stöd.
I oktober 2018 utsågs Sverige (Stockholm Åre), Italien (Milano Cortina) och Kanada (Calgary) av IOK som kandidater att få vinter-os 2026. 
Kanada med Calgary som tilltänkt huvudort drog sig ur ansökningsprocessen efter en folkomröstning 19 november 2018.  Efter detta var det bara Sverige och Italien kvar.
Under januari 2019 öppnade Stockholms stad för att upplåta arenor och andra ytor till evenemanget. 
Den 9 april 2019 sa den då nytillträdda regeringen ja till vinter-os 2026 och lämnade in säkerhetsgarantin som behövdes för en komplett ansökan.  Den 12 april samma år skickades ansökan in av SOK.
Den 24 juni 2019 fattade och tillkännagav IOK beslutet om vilken kandidatur som får arrangera vinterspelen 2026. Det blev Milano Cortina och därmed är Stockholms OS ansökan 2026 avslagen. Gruppen bakom ansökan har bett om att få återkomma om ytterligare ansökningar.[källa behövs]

### Anläggningar
Enligt planen skulle befintliga arenor användas och det ska finnas en plan för fortsatt användning av de nya arenor som eventuellt behövs. Flera grenar var planerade att förläggas till Falun (backhoppning), Åre (alpint), Södertälje (gruppspel i ishockey) och Sigulda, Lettland, (bob, rodel, skeleton). Att just Sigulda föreslogs var för att Sverige saknar en professionell anläggning för just bob, rodel och skeleton.
- Friends Arena (till exempel Sverigestadion[källa behövs])*: Invigning, avslutning.
- Stockholms stadion: Freestyles Hopp, big air.
- Hammarbybacken: Freestyles Puckelpist, Alpint parallellslalom och teamtävling.
- Globen: Ishockey, kälkhockey.
- Tele2 Arena (till exempel Stockholmsarenan[källa behövs]): Short track, konståkning.
- Bandyhallen i Gubbängen: Curling, rullstolscurling.
- Spånga IP: Skridsko
- Hamra: Längdskidor och skidskytte.
- Falun: Backhoppning och nordisk kombination.
- Södertälje: Ishockey, gruppspel.
- Åre: Alpint, Halfpipe, Slopestyle, Snowboards parallellstorslalom, ski cross.
- Sigulda, Lettland: Bob, rodel, skeleton.

- Arenor som Tele2 och Friends kommer att bli tvungna att byta namn under ett olympiskt spel på grund av IOK:s regler som förbjuder reklam.

### Budget
Den totala kostnaden var planerad att hamna på 13,6 miljarder kronor och är privat finansierat.
Kostnaden för säkerhetsgarantin, dvs säkerhet kring evenemanget så som poliser och kontroller mm, väntas hamna på mellan 500 och 600 miljoner kronor.
Svenska staten förväntas stå för denna kostnad. Pengarna är tänkta att betalas tillbaka med hjälp av biljettintäkter och andra intäkter förknippade med OS etc. 

### Meteorologiska förutsättningar
För att undvika risken att spelen blir lidande av för varmt väder skulle all snö som används produceras på konstgjord väg.